# 腺鼠疫
腺鼠疫，又稱淋巴腺鼠疫，是三種鼠疫之一，是由鼠疫杆菌（Yersinia pestis）所致的传染病。鼠疫通常先在鼠类或其他啮齿类动物中流行，然后再通过鼠、跳蚤叮咬传给人；當發展成肺炎性鼠疫時，亦可以在人同人之間傳播。接觸此菌3至7天後會出現類似於流感的症狀，包括發熱、頭痛、嘔吐。細菌侵入皮膚處周圍的淋巴結腫大疼痛，有時甚至會爆開。

## 流行病学

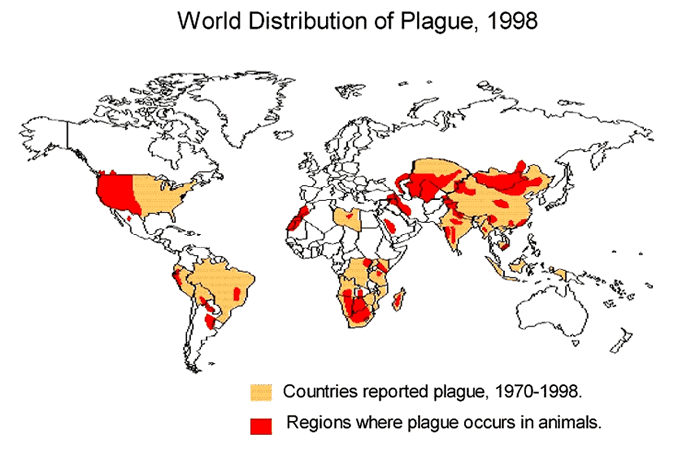
1998年世界鼠疫分布

腺鼠疫一般通過跳蚤經過小動物傳播，也可以通過接觸受感染的動物體液傳播。感染腺鼠疫時，細菌通過皮膚進入身體，經由淋巴管內到達淋巴結，導致其腫大。如果在腫大的淋巴結或血液中找到鼠疫桿菌，則認為已受感染。
預防鼠疫一般通過公共健保方式完成，例如避免在流行地區處理動物屍體。2013年，全球共有750例腺鼠疫記錄在案，由此造成126例死亡。此病最常見於非洲。

### 大流行
一般認為腺鼠疫是十四世紀黑死病（第二次鼠疫大流行）的原因，也是第三次鼠疫大流行的病因。 前者大約造成7500万-2亿人死亡，相當於當時歐洲人口的25%—60%，后者大约造成1000万-1500万人死亡。 黑死病導致人口大量下降，於是勞動力不足、工資上升，一些歷史學家將此次黑死病視為歐洲經濟發展的一個轉折點。
此外，腺鼠疫也被认为是查士丁尼瘟疫（第一次鼠疫大流行）的病因。

## 治疗
鏈黴素、慶大黴素、多西环素等多种抗生素都可有效治療腺鼠疫。感染後未治疗者的死亡率约為40%-60%，受治療則約為1%-15%。

## 疫苗
19世纪末，第三次鼠疫大流行期间，犹太裔的法国微生物学家沃尔德玛·哈夫金发明了人类首剂鼠疫疫苗，并在印度实行了大规模接种，此后拯救了成千上万人的生命。
截止至21世纪，疫苗對於鼠疫的防治作用较小，美国暂时没有鼠疫疫苗存储。